# Okmiany (Litwa)
Okmiany (lit. Akmenė) – miasto na Litwie, położone w okręgu szawelskim, w rejonie okmiańskim, 12 km od Nowych Okmian.

## Historia
Prywatne miasto szlacheckie lokowane w 1531 roku, położone było w Księstwie Żmudzkim.
Podczas okupacji hitlerowskiej, w lipcu roku Niemcy utworzyli getto dla żydowskich mieszkańców. Przebywało w nim około 100 osób. W sierpniu 1941 roku Niemcy zlikwidowali getto, a Żydów zamordowano niedaleko Możejek. Sprawcami zbrodni byli Niemcy z jednostek bezpieczeństwa oraz Litwini z sił pomocniczych. Litwinami dowodził porucznik Vitkauska. 

## Miasta partnerskie
- Konin